# 교육에서의 프라이버시
교육에서의 프라이버시(privacy in the education)는 교육 시스템에 있는 개인의 프라이버시 권리를 포함하는 이념, 관행, 법률의 넓은 영역을 말한다. 교육에서 프라이버시와 공통적으로 관련되는 개념으로는 프라이버시에 대한 기대, 가족교육권 및 프라이버시법(FERPA), 4차 개정, 1996년 건강보험이동성 및 책임법(Health Insurance Portability and Accountability Act of 1996, HIPAA) 등이 있다. 교육 관련 문제에서 사생활의 대부분은 전통적인 교실 환경뿐만 아니라 의료 기록의 프라이버시와 기밀성뿐만 아니라 교육 기록 및 기타 개인 정보와 같은 학생 데이터의 보호에 널리 퍼져 있다. 많은 학자들이 K-12의 학생부터 심지어 고등교육의 학생까지, 그리고 정보의 빠른 접근과 보급의 시대에 학생 데이터의 관리를 포괄하는 학문적 토의에 참여하고 있다.

## 프라이버시 예상
'사생활권'과 비슷한 '사생활권예측'은 사생활의식을 유지하고자 하는 인간의 자연스런 욕망을 묘사한 말이다. 현재 미국법에는 인간들에게 프라이버시에 대한 권리를 명시적으로 부여하는 법적 정의가 없다. 종종, 수정헌법 4조는 영장이 필요한 검색과 같이 사생활 침해와 관련된 행위로부터 스스로를 방어하기 위해 법정 소송에서 이용된다. 그러나 수년 동안 미국 대법원은 고려해야 할 주관적 변수가 너무 많기 때문에 "사생활의 예감"에 대해 공평한 비편향적 의미를 결정하기가 어려웠다.

## 학생의 프라이버시 예상
"사생활의 존중"의 일반적인 의미에 맞추어, 학생의 프라이버시에 대한 기대는 학교 시스템에 있어서의 학생의 프라이버시에 대한 고유한 권리를 말한다. 특히 대학 이전 수준에서 사생활에 대한 학생 기대의 예로는, 학생의 학업 성적에 대한 보호가, 학생의 부모나 보호자, 학생 자신이 아닌 다른 사람이 보는 것으로부터의 보호를 포함한다. 2002년 미국 대법원이 처리한 오와소 독립학교구 대 팔보 등 학생들의 성적에 대한 사생활 침해와 관련해 많은 법적 소송이 있었다. 이 특별한 사건은 1998년 10월 크리스타 J. 팔보 씨가 자녀 교실에 고용된 채점 관행인 동료 채점 방식이 수정헌법 14조와 FERPA 위반이라는 전제하에 오와소 독립 학군을 상대로 소송을 제기하면서 시작됐다. 게다가, 또래들 앞에서 그녀의 자녀들을 당황하게 만들었는데, 이것은 교실에서 학생의 사생활에 대한 기대를 저버린 것으로 해석될 수 있다. 이 사건이 제10회 항소법원에 이르렀을 때, 2000년 10월에 동료 등급은 헌법 수정 제14조의 위반이 아니라 사실상 FERPA 위반이라는 판결이 나왔다. 제10회 순회재판관은 FERPA에 있는 동상을 "교육 기록"의 프라이버시 보호에 대해 면밀하게 해석함으로써 그렇게 판단했다. 10회 회로는 교사 성적서가 "교육 기록"으로 간주된다는 것에 동의했기 때문에, 학생 업무 관련 학점을 포함하여, 이러한 학년 서적에 들어간 모든 것은 "교육 기록"으로 간주되어, FERPA의 프라이버시 보호 정책의 대상이 된다고 결정했다. 법원의 결정이 발표된 후, 10회선 지역 경계 내의 학군에서는 동료 등급제가 금지되었다.
많은 시민들과 학자들은 10회로의 결정에 반대했고, 이 사건은 결국 2001년에 미국 대법원에 이르렀다. 2002년 대법원 판례는 동료 등급이 FERPA를 위반하지 않는다고 공식적으로 판결했다. 그들은, 교사가 성적을 성적서에 물리적으로 기록하기 전까지는, 학생의 학업 성적이 "교육 기록"으로 간주되지 않는다고 판단했다.
따라서, 미국 전역의 교실에서 공통적인 등급 부여 관행으로 동료 등급 부여가 돌아왔다.
학생들의 사생활에 대한 기대의 다른 예들에는 전통적인 교실 환경에서 교사들로부터 개인 정보를 보류할 수 있는 어린이들의 권리가 포함된다. 그러한 주제는 교실에서 논란이 되는 교육적 프라이버시 문제로 남아 있다. 어떤 이들은 교사들이 학생들의 학업 활동을 지원하기 위해 학생들에 대한 더 많은 정보를 알아야 한다고 주장한다. 다른 이들은, 교사들이 어른들과 마찬가지로, 어린이들이 사생활에 대한 권리를 가져야 하고 교사들에게 공개하는 정보의 양을 결정해야 하기 때문에, 교사들이 아이들의 사생활에 대해 캐묻는 것을 자제해야 한다고 주장한다. 그러나 다른 이들은 아이들이 너무 어려서 스스로 결정을 내릴 수 없으며 교사들에게 개인적인 것을 밝히기 전에 부모와 상의해야 한다고 주장한다.

## 학생교육기록부
FERPA 동상에 따르면, 학생 교육 기록은 "학생과 직접 관련된 정보를 포함하는 기록, 파일, 문서 및 기타 자료"로 정의되며, (ii) 교육 기관이나 기관이 또는 해당 기관이나 기관을 대행하는 자가 유지 관리한다."

### FERPA(Family Education Rights and Privacy Act, FERPA)
1974년의 가족교육권 및 프라이버시법은 초등 및 중등교육에 참가한 학생들의 교육기록의 보호와 프라이버시의 중요성을 홍보한 뉴욕 상원의원 제임스 버클리에 의해 추진되었다. 연방 법률로서, FERPA는 18세 미만의 학생들과 그들의 부모들에게 그들의 학업 성적, 의료 정보, 행동 분석 등에 관한 자료를 포함할 수 있는 그들의 교육 기록을 관리할 권리를 준다. 따라서 학부모나 보호자들이 자녀들의 교육 기록이 어떤 식으로든 일반에 노출되었다고 느낄 때 학군에 대한 청구권을 FERPA 위반으로 제기할 수 있다.
18세 이상의 학생들에게, 특히 중등교육기관에 등록한 학생들의 경우, FERPA는 부모들에게 교육 기록의 공개에 대해 모호하고 명확하지 않을 수 있다. FERPA는 18세 이상 개인이 법에 의해 성인으로 인정되기 때문에, 보건과 약물 기록과 같은 교육 기록에 접근할 수 있는 측면에서 중등교육 후 학생과 학부모를 구분한다. 베이커에 따르면, 많은 논란이 되는 문제들이 발생할 수 있다. 예를 들어, Baker는 "FERPA 규정 99.31(a)(8)은 학생이 내부 수익 강령에 의해 정의된 부모에 '의존적'인 경우 학생의 사전 서면 승인 없이 부모에게 공개할 수 있도록 허용한다"고 쓰고 있다." 그러나, 경제적으로 의존적인 학생들이 그들의 개인 기록에 부모의 접근을 원하지 않는 상황이 있을 수 있다. 또한, FERPA는 21세 미만의 학생들이 기록된 마약 또는 알코올 사용에 대한 정보를 부모나 보호자에게 공개하는 것을 승인한다. 미성년자 및 불법 약물이나 알코올 사용으로 인해 정당한 우려와 징계 조치가 내려졌을 경우 학교 행정관들은 학생들의 허가 없이 학부모들에게 세부사항을 통보하고 공개할 수 있다.

### 커먼 코어
미국 전역의 학교에서 공통 핵심 국가 표준이 개발되고 시행됨에 따라, 일부 학자들은 학생 자료와 교육 기록의 잠재적인 프라이버시 문제에 대한 인식을 불러오고 있다. 스테이시 헌트에 따르면, 커먼 코어 시스템은 K 이전부터 대학까지 그리고 그 이후에도 학생들의 성적과 정보를 추적하는 큰 학생 데이터베이스를 만든다. 연방정부와 다른 기관들은 이 데이터베이스에 접근하고, 학생 데이터 기록을 분석하고, 학교와 학군에 관련된 정보를 전반적으로 판매할 수 있다. 이것은 학생 데이터가 학생들 또는 그들의 부모 없이 제 3자에 의해 유포되고 이용되는 것에 대한 프라이버시 우려를 야기한다.

### 교육 기술("Edtech")
교육 기술("edtech")은 교육분야의 신흥 분야다. 딜런 피터슨에 따르면, "edtech는 학교와 개인에 의해 사용되는 광범위한 교육 제품과 서비스를 대표한다." 사생활에 대한 우려는 EDT를 사용하는 각 학생의 많은 양의 데이터가 학교에서 접근할 수 있는 넓은 데이터베이스에 수집되고 저장된다는 사실을 둘러싸고 있다. 이 자료는 학생들에게 개인적인 것일 수도 있고 그들은 다른 사람들이 그것을 보는 것을 원하지 않을 수도 있다. 하지만, EDT 회사들은 가능한 한 많은 학생 데이터를 저장하지 않는다면, 학생들의 교육적 요구를 효과적으로 해결하는 프로그램을 만드는 것이 더 어려울 것이라고 주장한다.

### 장애가 있는 학생
장애학생의 교육경험에 도움이 되는 프로그램을 개선하기 위해 일부 학자들은 실시간으로 업데이트되는 학생기록의 디지털화된 데이터베이스를 제안한다. 이것은 교육자들이 다양한 장애를 가진 학생들에 대한 중요한 정보를 추적하고 그들의 학업 성과를 교육 목적으로 감시할 수 있도록 하기 위함이다. 이러한 학자들은 장애학생의 자료 공개에 대한 생각을 지지하지만, 그러한 자료의 프라이버시를 보호하기 위해서는 강력한 법률과 정책이 시행되어야 한다는 점을 분명히 하고 있다. 많은 당사자들이 접근할 수 있는 디지털화된 학생 데이터가 학교에서 장애인을 지원하는 데 정말 도움이 되는지에 대한 논쟁이다. 어떤 이들은 데이터가 자주 업데이트되고 널리 보급된다는 생각에 마음이 편치 않은 반면, 다른 이들은 그러한 데이터의 취득이 프로그램을 개선하고 교육 경험을 풍부하게 하기 위해 필요하다고 생각한다.

## 고등교육에서의 프라이버시

### 역사적 관점
1970년대 이후 보편적으로 받아들여진 관점은 사생활의 권리가 개인의 가치에 대한 평가라는 것이었다. 또한, 기술은 월드 와이드 웹 이전에도 정보를 침해하는 것과 같은 부정적인 영향을 미칠 가능성이 있는 것으로 인식되었다. 그러나, 교육에서의 프라이버시 보호나 주로 개인의 프라이버시 보호에 대한 법률의 행동과 주의를 전환하도록 촉구할 만한 위반은 많지 않았다. 기술은 가치, 행동, 동기, 생각을 밝혀내는 원천으로 여겨지기도 했지만, 동시에 많은 사람들은 자격을 갖춘 전문가들만이 개인 데이터에 접근할 수 있다고 생각했다. 그러나, 특히 고등교육에서는 개인이 자신의 정보를 침해당하기 쉽다는 관점이 있었다. 따라서 1970년대 교육의 역할은 존재하는 기술을 고려할 때 사생활 보호를 위해 학생들과 직원들을 보호하는 것으로 간주되었다.

### 대학 기숙사탐지
미국 전역의 많은 공립 대학과 사립 대학교에서, 등록 학생들은 전형적으로 대학 운영 기숙사에 있는 캠퍼스에서 산다. 학생들은 약 1년 동안 기숙사에서 생활하기 때문에, 많은 학생들이 그들의 기숙사 방을 개인적이고 개인화된 생활 공간으로 개인화하고 생각한다. 그러나 이러한 기숙사는 대학 소유의 재산이며, 종종 학생들은 대학 대표가 안전을 위한 검색을 수행하기 위해 사생활에 대한 권리를 포기해야 한다. 일부 사람들은 기숙사 수색은 캠퍼스 내의 안전한 커뮤니티를 유지하는 데 효과적이라고 믿는 반면, 다른 사람들은 이러한 검색이 학생들의 프라이버시를 침해한다고 생각한다. 학생들이 사적 주거공간을 침범했다고 느낀 수색 과정에서 기숙사에서 불법 물질로 적발된 사례가 적지 않다. 또한, 영장을 가진 공공 또는 정부 관련 검색만 수정헌법 제4조에 따라 보호된다. 종종 대학 기숙사 수색은 사적인 검색으로 간주되어 수정헌법 제4조에 위배된다고 주장하는 소송을 겪는다. 예를 들어, 모랄레 대 그리겔의 경우, 뉴햄프셔 기술 연구소의 상주 보조원은 학생이 항상 방에 있지 않았음에도 불구하고 여러 차례에 걸쳐 학생의 방을 수색했다. 일단 이 레지던트 보조원이 이 방에서 마리화나를 발견하자, 이 학생은 대학 캠퍼스 재산에 불법적인 물질을 소지한 혐의로 체포되었다. 그 후 이 학생은 이 검색이 비공개로 진행되어 개인 검색으로부터 보호받을 수 있는 수정헌법 제4조를 위반했다는 이유로 이 레지던트 보좌관을 상대로 소송을 제기했다. 그러나 법원은 이 통감부장의 고용상황이 그를 정부요원으로 만들었고 따라서 그의 수색은 정부관련 기관인 대학을 대신하여 이루어졌다고 결론지었다.

### 소셜 네트워크
소셜 네트워크, 또는 개인들 간의 의사소통뿐만 아니라 정보의 공유를 가능하게 하는 특정 웹사이트 내에, 학생들이 컨텍스트 붕괴를 피하기 위해 학교 직원이나 교직원으로부터 개인 정보나 사회 생활을 비밀로 유지하는 것을 선호하는 프라이버시 수준이 존재한다.

### 페이스북
기술은 학문적 목적을 위해 학생과 강사를 연결시킬 수 있는 형식적인 설정뿐만 아니라 비공식적인 설정을 통해 자신의 사회적 존재의 생성을 가능하게 한다. 페이스북을 사용하는 고등교육의 학생들은 일반적으로 그들의 정보를 강사에게 검열하거나 차단한다. 따라서 페이스북은 주로 강사보다는 친구나 가족과 소통하는 데 이용된다. 학생들이 자신의 정보를 차단함으로써, 그들은 그 사람이 누구인지에 대한 혼란을 야기할 수 있는 상황의 붕괴를 피한다고 믿는다. 전형적으로, 학생들은 교실에 있는 것을 선호하고, 공식적인 환경에서 그들의 사회 생활을 비공개로 한다.

### 학습 분석
기술의 발전으로 고등교육 내에서 더 많은 데이터를 이용할 수 있게 되었다. 관리자는 학생들의 성공을 향상시키는 형태를 구현하기 위해 학생들에 대해 더 많은 것을 배울 수 있다. "학생과 그 학습 행태, 학생의 성공 향상을 위해 과정 관리 및 학생 정보 시스템으로부터 데이터를 수집하는 것"에 초점을 맞춘 학습 분석을 통해 관리자는 학생의 학습 과정에 대한 통찰력, 대응력 등 실시간 경험적 데이터를 얻을 수 있다.
그러나 프라이버시 문제는 학생 데이터가 어떻게 수집, 저장, 분석 및 이해당사자들에게 제시되는지에 대해 발생한다. "데이터의 위치 및 해석, 정보에 입각한 동의, 프라이버시 및 데이터의 식별 해제, 데이터의 분류 및 관리"의 윤리적 문제가 발생한다.
학생들은 자신에 대한 데이터가 정교하고 개인화되어 있으며 동시에 학습 분석에 대한 보수적인 관점을 가지고 있다고 믿는다. 학습 분석은 고등교육 학습 과정의 실시간 데이터를 얻는 데 도움이 되지만, 동시에 비판적 사고와 자율적 학습과 같은 학생들의 발전을 방해할 수 있다. 학습 분석을 통해 학생들에게 이익이 되고 따라서 학생들의 성공률과 보유율을 높일 수 있다고 말하는 것만큼 간단하지 않다. 이는 접근을 규제하는 절차가 시행되는 동시에 편향과 타당성 및 이해 부족이 학생들의 이익을 위해 사용될 데이터를 획득하는 능력에 영향을 미치기 때문이다.

### 데이터 손상
2017년 기준으로, 2005년 이후 30건 이상의 데이터 침해 사례가 발생하고 있다. 위반에 대한 취약성은 데이터 관리를 통제하는 규제 구조 내에서 학생 데이터를 저장하고 관리하는 IR(기관 연구) 전문가에 대한 위협을 야기한다. 이보다 더 멀리, 학생 정보가 공개되어 학생 정보도 위협받을 수 있다. 방대한 양의 데이터가 지속적으로 적극적으로 수집됨에 따라 해킹, 물리적 절도, 벤더에 의한 침해 가능성이 높아진다.

### 예방 조치, 예방책
데이터 침해의 의미를 연구하는 사람들은 데이터를 최소한으로 유지해야 하며, 모든 직원이 접근할 수 없도록 하기 위해 누가 이 정보를 규제할 수 있는지 확인하기 위해 조치를 취해야 한다고 강조한다. 그들은 또한 직원에게 데이터로 무엇을 할 수 있고 할 수 없는지에 대해 교육하는 데 투자하는 것에 대해 이야기한다. 또한, 그들은 기관들이 데이터를 비공개로 유지하기 위한 정책과 절차를 가장 효과적으로 구현하기 위해 자신의 대학/대학에서 이용할 수 있는 자원을 사용해야 한다고 명시하고 있다. 데이터를 도와주는 제3자 벤더에 대한 주의사항을 연습하는 것이 바람직하며, 나아가서는 1) 데이터 작업 대상자를 정확히 정의하고, 2) 데이터가 민감하므로 주의하여 처리되어야 함을 명확히 하며, 3) 데이터의 정확한 책임을 기술하는 보안 절차를 포함한다.e 데이터가 침해될 경우 공급업체.
고등교육에서 데이터 침해를 조사하는 저자들은 연구전문가들은 데이터 침해가 반드시 일어날 수 있다는 것을 이해하고, 데이터의 보안을 보장하기 위해 우선 정책을 시행하고 예방 조치를 취하는 것이 낫다는 점을 이해해야 한다.

## 고등교육의 교육기록

### 1974년 가족교육권 및 프라이버시법(FERPA)
1974년의 가족교육권 및 프라이버시법은 "학생의 교육기록에 포함된 특정 정보를 제3자에게 공개한다"고 제한하고 있는데, 여기에는 학생이 동의를 하지 않은 경우 부모가 포함된다. 제3자는 부모, 가족, 다른 기관(정신건강 제공자) 또는 소환장 또는 법원 명령(법 집행자)의 추적자가 될 수 있다. 1) 학생의 동의를 얻으면 공개할 수 있는 교육기록부를, 2) 해당 정보가 "디렉토리 정보"(이름, 전공, 주소 등 유해하다고 여겨지지 않는 정보)의 정의에 해당할 경우, 3) 해당 정보가 "법적 교육"인 경우, 대학에게 공개될 수 있는 교육기록을 "조사·검토"할 수 있는 권리를 준다.onal interest" (공무원이 대학 내에서 책임을 다하기 위해 교육기록을 검토할 필요가 있는 경우), 4) 학생은 세금에 의존하고, 5) 마약이나 알코올 위반과 관련된 경우, 6) 심각한 행동 위반이 있는 경우, 7) 건강 또는 안전 비상사태와 관련된 경우.
건강이나 안전 긴급사태의 예로는, 거주지에 있는 학생이 전염성 질환(측정치)을 진단받거나, 심각한 식이 장애를 가지고 있거나, 자살에 대한 관념이 있거나, 폭음을 많이 하거나, 불규칙하고 화가 난 행동을 하는 경우를 들 수 있다. 게다가, "폭력범죄의 가해자"나 "불도발성 성범죄의 가해자"와 같은 징계 정보가 수반될 경우, 정보가 공개될 수 있다. 그러나, 대학이나 대학이 부모들에게 그들의 "이상한" 행동에 대해 조언하지 않고, 문제가 있는 학생들이 대학에 남아 있는 경우도 있었다. 그 결과 학생들은 스스로 목숨을 끊게 되었다. Jain v의 사건. 아이오와, 신 대 매사추세츠 공과대, 마호니 대 알레게니 대학이 이 문제를 예시하고 있다. 그럼에도 불구하고, FERPA에 따르면, 공시는 "사용 가능한 사실에 근거한 선의"로 이루어지는 것으로 간주된다.
교육 기록은 FERPA에서 다룬다. 학적, 수업일정 또는 성적서뿐만 아니라 재무기록, 징계기록, "장애숙박기록, 사진, 이메일, 전자데이터베이스 기록" 개인적인 경험이나 관찰이 수반되더라도 FERPA에 해당하는 공문이 필요하다.
FERPA에서 다루지 않는 것은 법 집행 기록, 치료 기록, 독점 소지 기록이다. 대신 다른 법률이나 고려사항에 속한다.

### Loco Parentis
FERPA의 영향으로, loco parentis에서 sin parentibus로, loco parentis에서 다시 loco parentis로 전환되었다. 사인 parentibus에서 loco parentis는 "부모 없는"을 의미하며, 반면에 loco parentis에서 "부모 없는"은 "부모 대신"을 의미한다. 따라서, 고등교육 내에서 loco parentis로 전환하는 것은 학교가 부모의 법적 책임을 떠맡는 행위다. 이것은 대학 당국이 부모 대신 서 있다는 것을 의미한다.
FERPA의 역할은 학생들의 사익을 보호할 뿐만 아니라 더 큰 부모 참여를 통해 학생들의 성취도를 높이는 것이다. 하지만, 로또 모교 쪽으로의 변화는 또한 교육 기록과 관련된 우려와 함께 온다. 구체적으로는 연구자와 정책입안자가 수집하는 자료 등 거대하고 강력한 기관이 자신에게 유리한 정보를 얻는 정도에 대한 우려가 있다. 한편, 정보를 공개하는 대학 자체와 관련된 우려도 있다. 예를 들어, FERPA에 따르면, 학교는 학생들에 대한 정보를 21세 미만일 경우 언제든지 학부모들에게 공개할 수 있다. 이와 같은 이유로 인해 통제 불능 상태가 되어 학생의 권리와 프라이버시를 해치는 "체계적인 공개 정책"이 있을 수 있다는 우려가 있다.

### 프라이버시 vs. 기밀성
학생 기록에는 사생활과 기밀성 사이에 차이가 있다. 프라이버시는 법적 개념에 더 가깝고, "선택한다면 자신과 재산을 공개하는 개인의 권리"로 정의된다. 따라서 프라이버시는 개인에게 내버려둘 권리를 준다. 이는 대학 자체가 학생들의 개인적인 문제를 캐거나 학생 정보를 공개할 권리가 없다는 것을 의미한다. 그렇게 하는 데 있어서 명확하고 정당한 이유가 있거나 학생에 의해 허가를 받지 않는 한. 그러나 허가를 내준다고 해서 그 학생이 그 때부터 모든 정보를 공개할 수 있는 허가를 내준 것이 아니라 특정 상황에서 허가를 내주는 것이다.
한편, 기밀성( confidentiality性)은 환자·의사로부터 비밀스럽게 받은 정보를 공개하지 않는 등 학생의 파일과 기록이 제3자에게 공개될 수 없는 것을 의미한다. 이러한 점을 감안하여 기밀성에 초점을 맞춘 저자들은 다음과 같은 질문을 한다.
1.의사소통은 자신 있게 시작되었는가?
2.기밀성의 요소는 당사자 사이의 관계를 완전하고 만족스럽게 유지하는데 필수적인가?
3.그 관계가 육성되어야 하는 것인가?
4.그러한 공시를 통해 얻을 수 있는 이익보다 더 큰 부상이 발생할 수 있는가?
만약 "그렇다"고 답한다면, 대학은 이권을 무시하지 않는 한 법적으로 정보를 공개하지 않을 수 있다.

### 메디컬 레코드
사생활과 비밀 유지라는 용어는 의료기록에 관한 한 생겨난다.

### 1996년 건강보험이동성 및 책임법
1996년 제정된 건강보험 휴대성 및 책임법은 기밀성에 관하여 FERPA보다 법적으로 더 제한적인 의료 또는 정신 건강 기록과 관련된 데이터에 대한 프라이버시를 제공한다. HIPAA에는 건강플랜, 의료진 등 개별적으로 식별할 수 있는 정보에 대한 접근 등 "의료기록 정보의 전자전송 및 교환을 위한 국가 시스템의 구축을 촉진하기 위한 감독"이라는 규정이 포함되어 있다. "FERPA가 다루는 교육기록에 포함되고 FERPA에서 면제되는 치료기록에 포함된 개별 식별 가능한 건강정보를 제외하기 위해 정의된 보호건강정보"법 교육기록과 치료기록의 차이는 치료기록이 연방과 의료기록에 해당한다는 것이다. 교육 기록이 FERPA에 해당되는 동안 주법 그럼에도 불구하고 환자와 간병인의 문서는 동의가 주어지거나 기록의 공개가 결정적이라는 믿음이 없으면 의료기록이 공개되지 않는다는 비밀스런 의미다. 또한 일반적으로 의료 사업자는 요구되는 FERPA 보건 또는 안전 예외를 초과하는 기준을 충족하지 않거나, 동의가 주어지지 않는 한 정보를 공시하지 않으며, 따라서 환자와 제공자 사이의 기밀성의 제약 안에서 정보를 제공하는 데 한계가 있다.

### 정신 및 신체 기록의 통합
어떤 경우에는, 대학 캠퍼스가 환자의 신체적, 정신적 건강 요구를 통합하기 시작했다. 이는 의료기록이 학생들과 함께 일하는 상담자나 심리학자들뿐만 아니라 의사들 사이에서 더 많이 공유되고 있다는 것을 의미한다. 그러나 의료 제공자는 별도로 윤리적 의무 및 주정부 프라이버시 규정으로서 기밀 정보를 보류할 의무가 있다. 예를 들어 상담사와 같은 건강 제공자들도 비밀에 부칠 의무가 있고 사적인 정보를 공개하지 않는다. 그러나, 의료 제공자들이 정신 및 신체 기록이 그들 사이에 공유되도록 통합적인 치료를 지향함에 따라, 대학생들이 학교에서 뒤처지게 될 수도 있는 비밀 보호 문제가 발생한다. 이러한 연속성 관리 방법을 사용하는 제공자 사이에 정보가 공개됨에 따라 기밀성이 훼손되기 때문에, 그 후에 다른 사람과 공유할 수 있는 사적인 정보의 공개를 거부하기 때문에, 치료를 이용하는 학생이 줄어들게 된다. 이것은 동시에 대학 상담에 대한 오명을 부채질한다. 따라서, 더 많은 정보가 공개될수록, 이러한 의료 제공자의 의무는 규격에 부합하지 않는 한 환자의 정보를 보류함으로써 프라이버시와 기밀성을 준수하고 보장해야 하는 경우, 의료 제공자 사이에 환자의 의료 기록이 공개됨에 따라, 기밀성 부족으로 인해 상담을 요청하는 대학생의 수가 줄어들게 된다.만약의 상황
또한 의료 사업자 간 정보공유 외에 연구자와의 정보공유 문제도 있다. 그들은 의료기록은 접근하기 힘들다고 주장하지만, 그것들이 있을 때, 그것은 연구의 문을 열어준다. 그러나 동시에 프라이버시와 기밀 유지 위험의 문을 연다.

### 전자 건강 기록
기술의 혁명이 계속되면서 의료기록은 전자 건강기록으로 접근이 가능해졌다. 이것은 정보를 더 쉽게 공유할 수 있게 해주지만, 의료 약속 동안 오명 관리와 정보 공개에 대한 도전을 일으키는 것처럼 보인다.
미국의 성소수자 남성(게이, 양성자, 기타 남성과 성관계를 갖는 남성)을 배려해 전자 건강기록에 대한 오명을 벗는다는 심층 인터뷰 연구가 이루어졌다. 이 연구에서 발견한 것은 전자적 측면이 개방적인 장벽을 만들고 겉보기 기밀 정보에 대해 말하는 방법뿐만 아니라 기밀과 프라이버시에 대한 권리에 도전할 수 있는 방법 측면에서 프라이버시에 대한 우려가 있다는 것이다. 한편, 연구에서는 특히 경제 및 임상 및 보건 관련 보건 정보 기술법이 전자 건강 기록의 채택에 수십억 달러를 투자하여 전자 건강 기록을 각인시킨 후, 전자 건강 기록이 정보 공유 및 더 나아가 제공자 간의 커뮤니케이션을 개선함으로써 이익을 얻을 수 있다는 것도 알아냈다.보살핌의 질을 과대평가하다 이 연구는 기술이 의료 서비스를 향상시키는 동시에 의료 서비스를 향상시켜 환자가 약속을 하거나, 특정 제공자와의 상담에 참석하거나, 그들이 다른 사람에게 공유될 것으로 믿는 성적 정체성과 HIV 상태와 같은 개인 정보를 공개하는 것을 방해할 수 있다는 오명을 증폭시킬 수 있다고 결론짓는다.그들의 동의를 구하다

## 학생 및 전문가용 원형

### 장애가 있는 학생
9/11 사건 때문에 캠퍼스 내의 어떤 학생들이 어떤 학생들이 기록을 하거나 장애 숙소를 하는지 알기를 요구하는 것에 대해 두려워하거나 과민반응하고 있기 때문에 캠퍼스 내의 긴장이 조성된다. 그 정보가 학생들을 부당하게 차별하거나 대우하는 데 이용될 것인가에 대한 긴장감이 있다. 그럼에도 불구하고, 이 정보의 배포는 "법률적인 교육적 이익"으로 인해 공개되는 한, 학교 관계자들 사이에서 FERPA에 의해 제한되지 않는다.

### 외국인 학생
9/11 사건은 비자를 소지한 학생들의 정보 공개에 영향을 미쳤고, 대학들이 외국인 학생의 정보를 보고해야 할 책임과 의무에 대해 의문을 품게 했다. 일정 기간 미국 유학 기회를 부여받은 외국인에게는 F-1, 교환방문자용 J-1, 직업훈련용 M-1 등 3가지 비자가 주어진다.
그러나 정부는 학생 신분을 갖고 있는 54만7000명(2003년 기준)에 대한 정확한 기록이 없다고 주장한다. 한편, 대학들은 F-1과 M-1 학생들의 정보를 이름, 생년월일, 출생지, 현재 주소, 학생 지위, 학위 프로그램, 학위과정 등 출입국관리공단(INS)에 보고하도록 되어 있다. J-1 비자를 소지한 자에 대해, 후원 기관은 개인의 활동이나 준수 등의 정보를 보고한다. 그러나, 만약 그들이 반드시 정보를 보고하지 않는다면, 그들은 적어도 그들의 외국인 학생의 정보를 추적하기 위해 필요하다.
중요한 것은, FERPA의 적용 방법과 관련하여 규정이 다루어지지 않는다는 점이다. 학교는 학생이 사법 질서에 따를 필요가 있는 경우, 합법적으로 소환장을 발부하는 경우, 또는 학생의 교육기록에 수사나 기소와 관련된 정보가 포함될 수 있음을 보여주는 "특정하고 명확한 사실"이 있는 경우 정보를 공개할 수 있다. 특히 "미국인의 건강과 안전을 보호하기 위한 것"인 경우, 학생의 건강이나 안전의 보호를 포함하는 정보도 공개할 수 있다. 또한, I-20A 또는 I-20M 양식(F-1 및 M-1 학생) 또는 DS-2019 양식(J-1 학생)을 발급받은 학생들은 자동으로 이민자의 지위를 결정하는데 필요한 정보에 동의하거나 개인의 교환 방문자 프로그램 준수와 관련된 정보를 공개한다. 그러나, 이 정보는 INS나 국무부와 같은 특정 단체에만 제공된다고 명시되어 있다.

## 캠퍼스 프라이버시 담당자의 역할
캠퍼스 프라이버시 관리자(CPO)는 프라이버시와 관련된 모든 것에 대해 제도적인 책임을 지는 기관 내의 개인으로, 고등 교육 내에서 프라이버시가 유지되도록 한다. 그러나 그들은 미국에서 비교적 새롭지만 그럼에도 불구하고 2002년 이후로 성장하고 있다. 고등교육에서 그들의 역할이나 기능은 다음과 같다.
"교직원 및 학생이 자유롭게 질문, 실험, 발견, 말하기 및 토론에 참여할 수 있는 환경을 유지하는 것은 위협 없이, 현대의 사이버 보안 위협에 대해 보호 및 대응하고, 개인의 이익을 보호하고, 자신에 대한 데이터에 대해 적절한 영향력을 갖도록 보장하며, 의료, 연구 및 학생의 성공에 데이터를 사용하고 공유 거버넌스를 가능하게 하는 기회"
이들의 활동에는 데이터 프라이버시 정책, 공지사항, 개인 데이터 인벤토리, 거버넌스 구조, 그리고 기타 업무 중에서 개인의 불만사항과 요청에 모두 대응하는 것이 포함된다.
CPO가 중점적으로 다루는 주요 이슈는 다음과 같다:
- 교육 기록 및 FERPA
- HIPAA
- "빅 데이터, 알고리즘, 분석 및 사용량"[26]
- "컨벤션 합의"[26]
- "정보 보안 감시 및 보안 감시의 프라이버시 영향"[26]

## 논쟁

### 캘리포니아 대학교 버클리
1964년 UC 버클리 학생들은 캠퍼스에서 정치 활동을 하는 것을 막는 금지에 항의했다. FBI의 J.Edgar Hoover 국장은 자유 연설 운동이 자본주의와 미국 정부를 붕괴시키려는 공산주의와 관련이 있다고 생각했기 때문에 연루되었다. 특히 세스 로젠필드의 저서 "주부: FBI의 학생 급진전, 레이건의 권력에 대한 전쟁'은 후버가 "감시와 괴롭힘"을 통해 마리오 사비오 같은 학생 운동가들과 그 운동을 어떻게 조사했는지를 보여준다. 더 나아가, 클라크 커 전 버클리 총장, 당시 캘리포니아 대학교의 부총장이었던 그의 손을 들어주었을 때 정치 참여 금지와 더 나아가 연방수사국(FBI)은 그를 겨냥, 그를 해고하려 했다. 후버는 커가 대통령으로서의 역할을 수행하지 못하고 있기 때문에 해고되어야 한다는 것을 보여주기 위해 요원들에게 커에 대한 정보를 찾아내어 그것을 Regents 위원회에 누설하라고 명령했었다. 본질적으로, 그것이 지적하는 것은 1960년대에 FBI가 UC 버클리 캠퍼스 내의 공산주의자들을 조사함으로써 그들이 정말로 공산주의자인지 아니면 커의 경우 정치 참여 금지를 해제했다는 이유로 그들을 해고하는 역할을 맡았다는 것이다. FBI가 개인들의 동의 없이 감시하고 수사했기 때문에 사생활 침해라는 의견도 있다. 다른 사람들은 자유 연설 운동으로 인해 특히 버클리 캠퍼스에서 공산주의 활동이 일어나지 않도록 하기 위해 그것이 필요했다고 말한다.

### 프린스턴 대학교
2002년 프린스턴 대학의 입학사정관은 지원자들에게 입학 사실을 알리는 데 사용되는 예일대 웹사이트에 접속했다. 예일대학교가 개인정보를 열람하는 행위가 밝혀졌다. 이에 예일대는 추가 보안으로 웹사이트를 개선해 또 다른 침해를 막겠다고 맞받아쳤다. 한편 프린스턴대는 프린스턴대 최고 입학처장의 퇴진을 발표하며 화답했다. 일부에서는 이와 같은 행동이 디지털 세계에서 학생 기록의 프라이버시 문제를 일으킨다고 말한다.

### 오리건 주의 대학교
2015년 농구선수 3명에게 성폭행을 당했다고 진술한 한 여성이 자신의 정신건강 기록을 변호사에게 공개한 혐의로 오리건대를 고소했다. 이 사건은 상담소 직원들이 대학의 행동에 방해받았다는 것을 보여주는 형태로 대학사회에 공개서한을 쓰게 만들었다. 그러나 관계자들은, 여성들이 정서적 고통을 겪고 있다고 주장했기 때문에, 대학은 FERPA에 따라 그녀의 의료 기록에 대한 권리를 가지고 있다고 주장한다. 스티브 맥도널드라는 변호사는 HIPAA가 이 사건에 적용되지 않았다고 주장했다. 한편, FERPA 전문가인 린 다겟은 대학이 학생들의 의료 기록에 접근할 수 있는 권리를 가지고 있으며, 특히 법적 방어가 필요하다고 말했다. 이로 인해 당시 미국 교육부 대표였던 데니스 혼은 고등교육기관은 FERPA를 준수해야 하지만 환자와 상담자/치료자 사이의 기밀성에 대한 기대도 존중해야 한다는 내용을 담은 성명서를 작성하게 되었다.